# La Course à l'amour (film, 1912)
Pour plus de détails, voir Fiche technique et Distribution.
La Course à l'amour est un film muet français réalisé par Jean Durand et sorti en 1912.

## Fiche technique
- Réalisation et scénario : Jean Durand
- Société de production : Société des Établissements L. Gaumont
- Pays : France
- Format : Muet - Noir et blanc - 1,33:1 - 35 mm
- Métrage : 159 m
- Genre : comédie
- Date de sortie : 
  -  France - 1912

## Distribution
- Ernest Bourbon : Onésime
- Jacques Beauvais : Sosthène
- Berthe Dagmar
- Gaston Modot